# Country Life Acres
Country Life Acres és una població dels Estats Units a l'estat de Missouri. Segons el cens del 2000 tenia 81 habitants.

## Demografia
Segons el cens del 2000, Country Life Acres tenia 81 habitants, 27 habitatges, i 22 famílies. La densitat de població era de 284,3 habitants per km².
Dels 27 habitatges en un 40,7% hi vivien nens de menys de 18 anys, en un 77,8% hi vivien parelles casades, en un 3,7% dones solteres, i en un 18,5% no eren unitats familiars. En el 14,8% dels habitatges hi vivien persones soles el 14,8% de les quals corresponia a persones de 65 anys o més que vivien soles. El nombre mitjà de persones vivint en cada habitatge era de 3 i el nombre mitjà de persones que vivien en cada família era de 3,36.
Per edats la població es repartia de la següent manera: un 23,5% tenia menys de 18 anys, un 9,9% entre 18 i 24, un 14,8% entre 25 i 44, un 40,7% de 45 a 60 i un 11,1% 65 anys o més.
L'edat mediana era de 47 anys. Per cada 100 dones de 18 o més anys hi havia 93,8 homes.
La renda mediana per habitatge era de 193.271 $ i la renda mediana per família de 200.000 $. Els homes tenien una renda mediana de 100.000 $ mentre que les dones 60.833 $. La renda per capita de la població era de 100.617 $. Cap de les famílies i el 3,3% de la població estaven per davall del llindar de pobresa.

## Poblacions més properes
El següent diagrama mostra les poblacions més properes.